# Jan Líbezný
Jan Líbezný, vor der Tschechisierung seines Namens nach 1945 Jan Liebesný (* 1923 in Lomnice u Tišnova; † 2006 in Trutnov), war ein jüdischer Überlebender des Holocaust, der in der Tschechoslowakei lebte.

## Leben
Jan Líbezný entstammt der Familie Liebesný, die in Lomnice u Tišnova seit dem 19. Jahrhundert lebte: auf dem jüdischen Friedhof in Lomnice befinden sich die Grabsteine des Kaufmanns Moritz Liebesný und seiner Frau Louisa Liebesná aus den 1820er Jahren. Ihr Sohn Otto Liebesný (1894–1944) und dessen Ehefrau Markéta Liebesná (1898–1944) lebten und arbeiteten in Lomnice, deren Kinder Jan Liebesný, später Jan Líbezný (* 1923) und Lilly Luisa Liebesná (1927–1944) wuchsen in Lomnice auf, wo sie die Grundschule besuchten. Jan Líbezný besuchte danach die städtische Schule in Tišnov und arbeitete danach in verschiedenen Berufen.
1942 wurde er nach Theresienstadt deportiert, 1944 weiter nach Auschwitz und im gleichen Jahr in das KZ-Außenlager Schwarzheide. Das Kriegsende erlebte Líbezný im KZ Sachsenhausen, wohin er im April 1945 überführt wurde.
Nach dem Kriegsende kehrte er nach Lomnice zurück und nahm die tschechische Form seines Namens an. Er lernte Zdenka Blahoňovská kennen, die er 1947 heiratete und zu ihr nach Tišnov zog; 1951 zog die Familie nach Trutnov um, wo ihre zwei Töchter, Irena (* 1948) und Jana (* 1955), geboren wurden. Später studierte Líbezný Jura und wurde Rechtsanwalt.

## Stolperstein

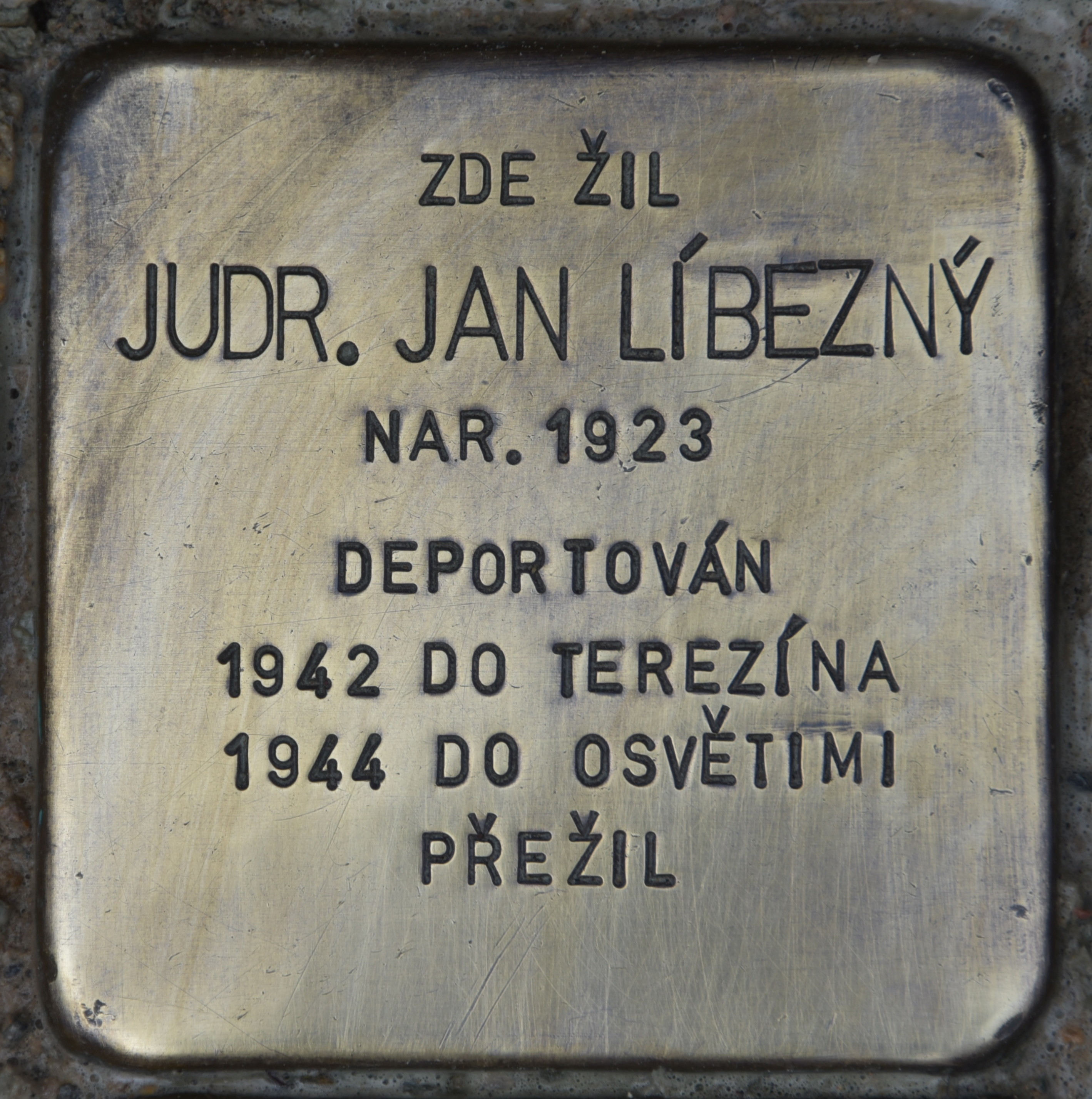
Stolperstein für Jan Libezny

Am 17. September 2011 wurde vor dem Haus ul. Josefa Uhra 231 in Lomnice, wo er aufwuchs, für ihn ein Stolperstein gelegt.
Der Stolperstein trägt den folgenden Text (hier mit einer Übersetzung):
| ZDE ŽIL JUDR. JAN LÍBEZNÝ NAR. 1923 DEPORTOVÁN 1942 DO TEREZÍNA 1944 DO OSVĚTIMI PŘEŽIL | HIER LEBTE JUDR. JAN LÍBEZNÝ GEB. 1923 DEPORTIERT 1942 NACH THERESIENSTADT 1944 NACH AUSCHWITZ ÜBERLEBTE |

Das Ereignis, das im Rahmen der "Tage des europäischen Kulturerbes" (Dny evropského dědictví v Lomnici) stattfand, stieß in der Region auf bedeutendes Echo. Über die Stolperstein-Verlegung in Lomnice berichtete ebenfalls die Onlineausgabe der überregionalen Zeitschrift Literární noviny vom 13. September 2011
Die "Kulturerbe-Tage" werden in Lomnice alljährlich vom lokalen Verschönerungsverein OSLO veranstaltet, der sich auch für die Stolpersteinverlegung einsetzte. 2011 und 2013 wurden bei der Gelegenheit bisher insgesamt 9 Stolpersteine in der Gemeinde verlegt.